# Kanaal van Saint-Quentin

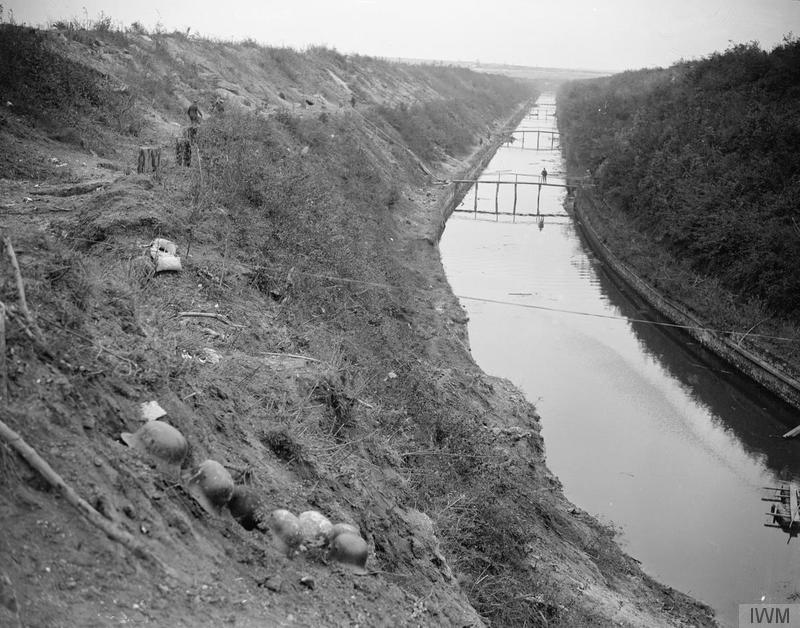
Zicht op de toegang naar de tunnel van Riqueval in 1918

Het Kanaal van Saint-Quentin (Frans: Canal de Saint-Quentin) verbindt de Oise met de Somme en de Schelde en verbindt zo ook het Parijse bekken met Noord-Frankrijk en België.

## Geschiedenis
Het kanaal werd aangelegd over een lange periode, er werd tussen 1728 en 1809 aan gewerkt. Al onder koningen Lodewijk XIII en Lodewijk XIV waren er plannen om de Oise en de Somme te verbinden met een kanaal. Met de aanleg werd begonnen aan het begin van de 18e eeuw maar financiële en technische problemen zorgden voor grote vertragingen. In 1732 verkreeg bankier Antoine Crozat de concessie om het kanaal te bouwen. Zes jaar later werd een eerste traject opgeleverd: het Crozat-kanaal (of Canal de Picardie) vebond Saint-Simon en Saint-Quentin. In 1769 liep de concessie af en in 1773 werden de werken helemaal stilgelegd om financiële redenen.
Tijdens het bewind van Napoleon Bonaparte werd het kanaal afgemaakt. Het had een belangrijke militaire functie al speelden economische motieven ook een rol. Napoleon had plannen voor een aanval op Engeland en het kanaal had nut bij de oorlogsvoorbereiding en de bevoorrading van militaire kampen aan de Franse en Belgische kust. In 1802 besloot de regering het gedurfde project in een heuvelachtig gebied uit te voeren. De leiding werd toevertrouwd aan ingenieur Antoine-Nicolas Gayant. Bij de aanleg werden veel krijgsgevangenen ingezet. Het vormde een sluitstuk van een zuid-noord verbinding vanaf Parijs naar de Schelde en verder naar Duinkerke. Het aanbestede traject was 52 kilometer lang en telde 22 schutsluizen en twee tunnels. De tunnel van Riqueval is 5,7 kilometer lang en de tunnel Le Tronquoy was veel korter, maar had nog altijd een lengte van 1,1 kilometer. Om de eerste genoemde tunnel te bereiken was er een diepe ingraving nodig met steile hellingen aan beide oevers tot gevolg. Op 28 april 1810 werd het kanaal ingehuldigd door Napoleon en opengesteld voor het scheepvaartverkeer. Over het kanaal werd veel steenkool vervoerd van de mijnen rond Bergen naar Frankrijk.
Tijdens de Eerste Wereldoorlog speelde de waterweg een rol in de slag aan het Kanaal van Saint-Quentin. Op 29 september 1918 startte het Britse Leger een offensief om het kanaal over te steken. Door de modderige, hoge, steile oevers, afgezet met prikkeldraad en gedekt door machinegeweervuur, was dit een zware opdracht. De zwakke plek was de tunnel van Riqueval en hier concentreerden beide partijen hun troepen. Het opblazen van de Riquevalbrug door de Duitsers was mislukt en de Britten veroverden een bruggenhoofd aan de andere kant van het kanaal en namen 4.000 man gevangen. Met deze actie werd de Siegfriedstellung doorbroken.

## Ligging
Het 92,5 km lange kanaal bestaat uit twee delen:
- het eerste, vroeger Crozat-kanaal genoemd, van het Zijkanaal van de Oise te Chauny naar de Somme te Saint-Simon en het Sommekanaal.
- het tweede, vanaf de Somme naar de gekanaliseerde Schelde te Cambrai.

Te Tergnier net voor de monding te Chauny sluit het Canal de la Sambre à l'Oise aan op het kanaal.

### Opvallende kunstwerken
- de tunnels van Riqueval en Le Tronquoy bij Lesdins
- de aquaducten of kanaalbruggen van Crèvecoeur-sur-l'Escaut en Noyelles-sur-Escaut.